# Литл-Вуд
Литл-Вуд (англ. Little Wood River) — река на юге центральной части штата Айдахо, США. Является наряду с рекой Биг-Вуд одной из двух составляющих реки Малад, которая в свою очередь является притоком реки Снейк. Длина составляет около 210 км. Средний расход воды — 9,94 м³/с.
Берёт начало на севере округа Блейн, в районе горного хребта Пионир. Течёт на юг, протекает через водохранилище вблизи городка Карей. Ниже водохранилища протекает через округ Линкольн, течёт вблизи города Ричфилд, поворачивает на запад и протекает через город Шошоне, после чего течёт уже по территории округа Гудинг. К западу от города Гудинг сливается с рекой Биг-Вуд, формируя реку Малад. Высота устья — 1045 м над уровнем моря.
Вода реки используется для орошения.